# Kastrupgårdsamlingen – Tårnby Kommunes Kunstmuseum
Kastrupgårdsamlingen – Tårnby Kommunes Kunstmuseum är ett kommunalt danskt konstmuseum i Tårnby kommun söder om Köpenhamn.
Kastrupgårdsamlingen ligger i Kastrupgård, som är ett lantställe i rokokostil från 1749–1753, som byggdes av stenhuggerimästaren och byggmästaren Jacob Fortling för eget bruk.
På initiativ av Amager Kunstforening beslöt Tårnby kommun 1968 att inrätta ett konstmuseum i Kastrupgård med framför allt en grafiksamling. Museet öppnade 1977 och har därefter utvidgats i omgångar. År 1977 inrättades en ny utställningssal i södra flygeln och 1988 ytterligare en i huvudbyggnaden. År 2013 skedde en större ombyggnad, varefter museet fått lokaler i gårdens alla fyra flyglar. 
I Kastrupgårdsamlingens permanenta utställningar finns bland annat målningar från Kastrup och Saltholm samt keramik av Theodor Philipsen och lokalhistoriska utställningar med glas från Kastrup Glasværk och fajans från Kastrup Værk.